# Kleszczele (gmina)
Pour la ville, voir Kleszczele.
Kleszczele est une gmina mixte du powiat de Hajnówka, Podlachie, dans le nord-est de la Pologne, sur la frontière avec la Biélorussie. Son siège est la ville de Kleszczele, qui se situe environ 25 km au sud-ouest de Hajnówka et 61 km au sud de la capitale régionale Białystok.
La gmina couvre une superficie de 142,62 km2 pour une population de 2 894 habitants.

## Géographie
Outre la ville de Kleszczele, la gmina inclut les villages de Biała Straż, Dąbrowa, Dasze, Dobrowoda, Gruzka, Kośna, Kuraszewo, Piotrowszczyzna, Pogreby, Policzna, Repczyce, Rowy, Sad, Saki, Suchowolce, Toporki, Zaleszany et Żuki.
La gmina borde les gminy de Boćki, Czeremcha, Dubicze Cerkiewne, Milejczyce et Orla. Elle est également frontalière de la Biélorussie.